# Ficus tinctoria
Espèce
Ficus tinctoria, également connu sous le nom de figuier coloré ou figuier bossu, est un arbre hémiépiphyte du genre Ficus. C'est aussi l'une des espèces connues sous le nom de figuier étrangleur.
On le trouve en Asie, en Malaisie, dans le nord de l'Australie et dans les îles du Pacifique Sud.
En Australie, il est enregistré comme un arbre de taille moyenne avec des feuilles vertes ovales et lisses. On le trouve souvent en croissance dans les zones rocheuses ou sur les rochers. Les feuilles sont asymétriques,. Les figues vertes ou jaunes deviennent orange à rouge terne et enfin pourpre, elles ont jusqu'à 17 mm de diamètre. Les fruits mûrs ou non mûrs sont transformés ou cuits de nombreuses façons pour produire une denrée de base mineure dans certaines îles du Pacifique, et est transformé en puddings ou en un aliment séché et conservé. En médecine, cet arbre est utilisé comme remède interne contre la faiblesse après l'accouchement sous forme de décoction de jus et de feuilles de plantes. Son jus et ses feuilles sont utilisés comme pansement pour les os brisés. Dans l'artisanat, la fibre de l'écorce est transformée en cordage. Un colorant écaralate est également tiré du jus des fruits combiné avec le jus de fruit du Cordia subcordata, un colorant rouge des racines ou de la sève. Ils sont utilisés pour colorer les tissus et peindre les visages. Le bois, même vert, est facilement inflamable et était utilisé pour le feu dans les îles Salomon.